# الشيمبانزي الثالث
الشيمبانزي الثالث: تطور ومستقبل الإنسان الحيوان هو كتاب نُشِر عام 1991 من قبل الكاتب الأكاديمي والعلمي جارد دايموند، والذي يشرح فيه الكاتب أفكار مرتبطة بالأصل الحيواني للتصرفات البشرية، من ضمنها الميزات الثقافية وتلك الصفات التي غالبًا ما تعتبر فريدة لدى البشر. ويناقش دايموند فيما بعدها السؤال التمثل بكيفية تمكن الإنسان العاقل (الهومو سبيان) من السيطرة على أقاربه الأكثر قربًا، مثل الشيمبانزي، ولماذا تمكنت مجموعة واحدة من البشر (الاوراسيويون) من السيطرة على المجموعات الأخرى (الشعوب الأصلية في الأمريكيتين، على سبيل المثال). في الإجابة على هذه الأسئلة، استخدم دايموند (الاستاذ في علم وظائف الأعضاء والجغرافية) مجموعة مختلفة من الحجج البيولوجية والانثروبولوجية لرفض وجهات النظر التقليدية المهيمنة القائلة ان الشعوب المسيطرة كان لديهم مخزون جيني «أفضل» وقال انه بدل من ذلك تمكنت هذه الشعوب من فعل هذا بسبب الميزات الموجودة في بيئتهم والتي أدت إلى مجموعات سكانية أكبر، مناعات أوسع للأمراض، وتقنيات فائقة في الزراعة والحرب.
يشرح الشيمبانزي الثالث كيف يُحَل التباين في سلوك التزاوج ما بين الذكر والانثى من خلال البنيات الاجتماعية المختلفة عبر الثقافات، وكيف سيؤدي أول إتصال بين حضارتين غير متساويتين إلى إبادة جماعية في أغلب الأحيان. ينتهي الكتاب بالإشارة إلى ان التطور التكنولوجي من الممكن ان يسبب انحلال بيئي مؤديًا في النهاية إلى انقراضنا. العنوان الأصلي للكتاب في وقت نشره عام 1991 كان صعود وهبوط الشيمبانزي الثالث: كيف يؤثر إرثنا الحيواني على طريقة عيشنا؛ أعتُمِد هذا العنوان في الطبعة الثالثة عام 2006. فيما بينهما، كان عنوان الطبعة الثانية عام 2004 صعود وهبوط الشيمبانزي الثالث: التطور وحياة الإنسان. وفي عام 2014، نشر دايموند نسخة ملائمة لصغار السن بالتعاون مع شركة نشر Seven Stories Press كان عنوانه، الشيمبانزي الثالث للشباب.

## التنظيم والملخص
على الرغم من سعة الموضوع، تمكن الكتاب من ربط حجة متماسكة، والتي كانت تعتبر غير مألوفة في وقت نشر الكتاب. استعار دايموند بأفكار من مجالات تتراوح من العلوم الانسانية (التاريخ، علم اللغة، الانثروبولوجيا) إلى علم الأحياء التطوري، يجمع الشيمبانزي الثالث صورة لنجاح الإنسانية، بالإضافة إلى إمكانية حدوث كارثة.
يُقسَم الكتاب إلى خمسة أجزاء، يتناول الجزء الأول التشابهات الموجودة بين البشر والشيمبانزي.

### أقرب أقارب الشيمبانزي (الجزء الأول)
يشير عنوان الكتاب إلى مقدار التشابه بين البشر والشيمبانزي، حيث ان جيناتهم تختلف بمقدار 1.6 بالمئة، في حين ان الاختلاف الموجود بين الشيمبانزي والغوريلا يبلغ 2.3 بالمئة. لذا فان أقرب أقارب الشيمبانزي ليس واحدًا من القردة التي تنتمي لنفس الصنف معهم، بل هم البشر. في حقيقة الأمر، ان الاختلاف ما بين البشر والشيمبانزي أقل من هذا الموجود داخل بعض الأنواع: على سبيل المثال، حتى الطيور ذات الصلة الوثيقة مثل الخضيري أحمر العينين وأخيضر أبيض العين تختلف جينيًا بمقدار 2.9 بالمئة. بالاعتماد على الاختلاف الجيني، يجب اعتبار البشر النوع الثالث من الشيمبانزي (بعد الشيمبانزي الشائع والبونوبو). أو من الممكن ان يكون الاسم العلمي للشيمبانزي هو Homo troglodytes بدلًا من Pan troglodytes. يعتقد دايموند ان كتابه سيوفر غذاء للأشخاص الذين يمرون بهذا الجانب من قضبان قفص المسمى (هومو-Homo). 

### الاختيار الجنسي (الجزء الثاني والثالث)
يشرح الجزء الثاني ازدواج الهيئة الجنسية عند الثديات، وبصورة خاصة عند البشر، وآلية الاختيار الجنسي. فهو يدرس كيف ان الإناث في معظم الأنواع تكون أكثر حذرًا في اختيار أزواجها مقارنة بالذكور (حيث انهم يستهلكون طاقة أكبر في كل نسل). يحدد هذا الكثير من سلوك البشر: كيف نختار أزواجنا، وكيف ننظم المجتمع وأنظمة تغذية الأطفال، مما يؤدي إلى بنيات اجتماعية مختلفة مثل بابوا غينيا الجديدة، كيرالا، والغرب المسيحي. ونظر دايموند كذلك إلى مسألة طول العمر - حيث ان الجيل السابق قد مات لان ساعته البيولوجية أنهت الأيض والإصلاح من أجل تحويل الإستثمار من الفرد الأب إلى ذريته.
يوسع الجزء الثالث الاختيار الجنسي ليشمل اللغة، الفن، الصيد والزراعة، من خلال فكرة الإشارات الصريحة. هذا هو إستقراء لفهم جاذبية المخدرات. وفي النهاية، يعتقد دايموند ان إمكانية إتصالنا بكائنات فضائية (سيكون بمثابة كارثة). 

### احتلال العالم (الجزء الرابع)
يتكلم الجزء الرابع عن الاحتلال. لماذا تمكن الأوراسيون من السيطرة على الثقافات الأخرى؟ أجاب دايموند ان السبب هو النسق اليميني-اليساري لقارة أوراسيا، وان الزراعة الناجحة ورزم التدجين (والذي هو مزيج من مجموعة من النباتات والحيوانات الداجنة) من الممكن تبنيها بسهولة في مناطق أبعد في الشرق أو الغرب. من الناحية الأخرى، ان انتشار رزم التدجين في المحور الشمالي-الجنوبي - كما هو الحال في الامريكيتين وافريقيا - كان صعبًا للغاية بسبب التخلخل الكبير في المناخ. ان الإتصال طويل الأمد مع الحيوانات الداجنة عند المجتمعات الزراعية أدى إلى مقاومة أعلى للأمراض، وهو سبب آخر يؤدي إلى انقراض المجاميع المعتمدة على الصيد عند لقائها ثقافات مختلفة جغرافيًا والتي غالبًا ما تكون مجتمعات زراعية. 
دُرِست عملية اللقاء الأول بين الثقافات المختلفة من خلال أوصاف ساكني مرتفعات بابوا غينيا الجديدة، والذين تمت زيارتهم لأول مرة قبل نصف قرن. تاريخيًا، يقول دايموند ان إتصال كهذا بين مجاميع مختلفة تمامًا قد ساهم في انقراض المجاميع الضعيفة مثل العديد من قبائل أمريكة الأصلية. هنالك قائمة طويلة من الإبادات الجماعية في التاريخ.
ان سبب تمكن بعض الثقافات من السيطرة على الأخرى هو الموضوع الرئيسي في كتاب أسلحة، جراثيم وفولاذ: تاريخ موجز لكل شخص على مدار 13,000 عام.

### التأثير البيئي والانقراض (الجزء الخامس)
الحجة هنا هي ان الحضارات تتورط أحيانًا في مسابقات التفوق الداخلي وتستنفذ البيئة إلى حد انها قد لا تتعافى أبدًا. ومن الأمثلة على ذلك هي جزيرة القيامة وآثار البتراء، حيث قاموا بإزالة الغابات مما أدى للى التصحر، طبقًا لدايموند.
ان السبب الذي جعل بعض الحضارات تنهار واخرى تنجو هو الموضوع الرئيسي لكتاب دايموند الذي عنوانه الانهيار: كيف تختار المجتمعات فشلها أو نجاحها.

## الجوائز
حصل كتاب الشيمبانزي الثالث على جائزة الجمعية الملكية لكتب العلوم، وجائزة لوس انجلوس تايمز للكتاب عام 1992.